# Justin Hardee
Pour les articles homonymes, voir Hardee.
(en) Statistiques sur pro-football-reference
Justin Hardee, né le 7 février 1994 à Cleveland en Ohio, est un joueur professionnel américain de football américain. 
Il joue au poste de gunner et cornerback pour la franchise des Titans du Tennessee dans la National Football League (NFL) depuis 2024.

## Biographie
Hardee fait sa carrière universitaire avec les Fighting Illini de l'Illinois où il joue comme wide receiver. Non drafté en 2017, il signe un contrat avec les Texans de Houston, mais est libéré avant la saison régulière. Il rejoint alors le practice squad des Saints de La Nouvelle-Orléans et est converti au poste de cornerback. Il joue un peu à ce poste, mais se démarque comme gunner sur les unités spéciales. Il ne joue que 8% des snaps défensifs à sa deuxième saison dans la ligue et le nombre va en descendant jusqu'à tombé à zéro en 2022. Cependant, ses snaps sur les unités spéciales se multiplient alors qu'il devient l'un des meilleurs gunners de la ligue. En novembre 2017, alors qu'il est une recrue, Hardee bloque un punt de Bryan Anger des Buccaneers de Tampa Bay. Il récupère le ballon alors qu'il est encore dans les airs et marque un touché défensive sur l'action. Ceci lui permet d'être nommé NFC Special Teams Player of the Week.
Après quelques années avec les Saints, Hardee devient agent libre et signe un contrat de trois ans avec les Jets de New York. Les Jets avaient vu leur efficacité chuté sur les unités spéciales après le départ de Terrence Brooks et Kevin Pierre-Louis. Incapable de les remplacer avec des jeunes tels Trenton Cannon, Vyncint Smith et Josh Bellamy, l'ajout d'Hardee est vu comme une tentative de régler la situation. Il devient rapidement un capitaine des équipes spéciales pour l'équipe et, lors de sa deuxième année à New York, il est nommé pour participer aux Pro Bowl Games 2023.